# کتیبه و غار تنگ براق
کتیبه و غار تنگ براق مربوط به دوره ساسانیان است و در شهرستان اقلید، کیلومتری جنوب شرقی سده واقع شده و این اثر در تاریخ ۲۳ مهر ۱۳۷۶ با شمارهٔ ثبت ۱۹۲۹ به‌عنوان یکی از آثار ملی ایران به ثبت رسیده است.
کتیبه شاپور یکم در تنگ براق در سال ۱۳۳۵ کتیبه‌ای دو زبانی به زبان پهلوی و زبان پارتی در تنگ براق، دهکدهٔ کوچکی در نزدیکی دژکرد در ۱۲۳ کیلومتری غرب آباده و در حدود صد کیلومتری شمال غربی حاجی‌آباد، کشف گردید. این کتیبه آسیب فراوان دیده است و موضوع آن همانند کتیبه شاپور یکم در حاجی‌آباد است که در آن در ابتدا شاپور یکم نام و عنوان خود و پدر و جدش را ذکر می‌کند و سپس مضمون کتیبه می‌آید که دربارهٔ تیراندازی وی است. کتیبه با جمله‌ای دعایی پایان می‌گیرد. با این تفاوت که این کتیبه خلاصه‌تر است.

## آسیب
خبرگزاری کار ایران (ایلنا)، در پنجم مرداد ۱۳۹۳ گزارش داد که "چپاولگران به بهانه یافتن گنج، قسمت پایین یکی از این سنگ نبشته‌ها را منفجر کرده‌اند که خوشبختانه آسیبی به آن وارد نشد ". در ضمن این خبرگزاری ضمن انتشار عکسهای متعدد، اعلام نمود که اطراف این اثر، تبدیل به زباله‌دان شده است.